# Café américain
Un café américain (ou café americano) est un café préparé à base d'un expresso et d'eau chaude. Il est très proche du Long black, mais avec l'expresso avant l'eau, ce qui a pour effet de dissoudre le créma (la mousse).
Espresso complété par de l'eau chaude, le plus souvent dans un rapport d'environ 1:5. Ce café est servi dans un grand verre ou une tasse à cappuccino de 150-180 ml.
Différentes déclinaisons du nom cohabitent. Le terme italien correspondant est caffè Americano, mais par mélange des langues française, espagnole, italienne et anglaise on trouve également café Americano, café Américano…
En 2025, pour protester contre les droits de douanes imposés par l'administration Trump, plusieurs établissements de restauration canadien ont rebaptisé les cafés Americano en cafés Canadiano.